# Gnidia tenella
Gnidia tenella är en tibastväxtart som beskrevs av Carl Daniel Friedrich Meisner. Gnidia tenella ingår i släktet Gnidia och familjen tibastväxter. Inga underarter finns listade i Catalogue of Life.